# Sheppardia bocagei
Sheppardia bocagei е вид птица от семейство Muscicapidae.

## Разпространение
Видът е разпространен в Ангола, Екваториална Гвинея, Замбия, Камерун, Демократична република Конго, Нигерия и Танзания.